# Essence to Essence
Albums de Donovan
Cosmic Wheels
(1973) 7-Tease
(1974)
Essence to Essence est le onzième album studio de Donovan. Il est sorti en 1973 sur le label Epic Records.

## Fiche technique

### Chansons
Toutes les chansons sont écrites et composées par Donovan.
| 1. | Operating Manual for Spaceship Earth | 3:28 |
| 2. | Lazy Daze                            | 4:43 |
| 3. | Life Goes On                         | 2:37 |
| 4. | There Is an Ocean                    | 4:49 |
| 5. | Dignity of Man                       | 5:19 |

| 6.  | Yellow Star                      | 3:07 |
| 7.  | Divine Daze of Deathless Delight | 4:00 |
| 8.  | Boy for Every Girl               | 4:15 |
| 9.  | Saint Valentine's Angel          | 3:57 |
| 10. | Life Is a Merry-Go-Round         | 3:13 |
| 11. | Sailing Homeward                 | 2:56 |

### Musiciens
Selon le livret qui accompagne l'album. 
- Donovan : chant, guitare acoustique
- Henry McCullough, Danny Kortchmar (en), Doug Schlink, Neil Hubbard (en), Steve Marriott, Peter Frampton : guitare électrique
- Alan Spenner (en), Carl Radle, Leland Sklar, Paul Ossola : basse
- Danny Thompson : contrebasse sur There is an Ocean
- Carole King, Craig Doerge (en), Jean Roussel : piano
- Nicky Hopkins : piano, Fender Rhodes sur Operating Manual for Spaceship Earth
- Bobby Whitlock : orgue sur Lazy Daze
- Bruce Rowland, Denny Seiwell, Jim Gordon, Russ Kunkel : batterie
- Ray Cooper : percussions
- Tom Scott : bois
- Chris Nichols : flûte basse
- Jack Emblow (en) : accordéon
- Simon Jeffes : koto
- The Scratch Band : chœurs
- Andrew Powell, Del Newman (en), Nicky Harrison : cordes